# Tuckermannopsis americana
Tuckermannopsis americana är en lavart som först beskrevs av Kurt Sprengel och som fick sitt nu gällande namn av Mason Ellsworth Hale. 

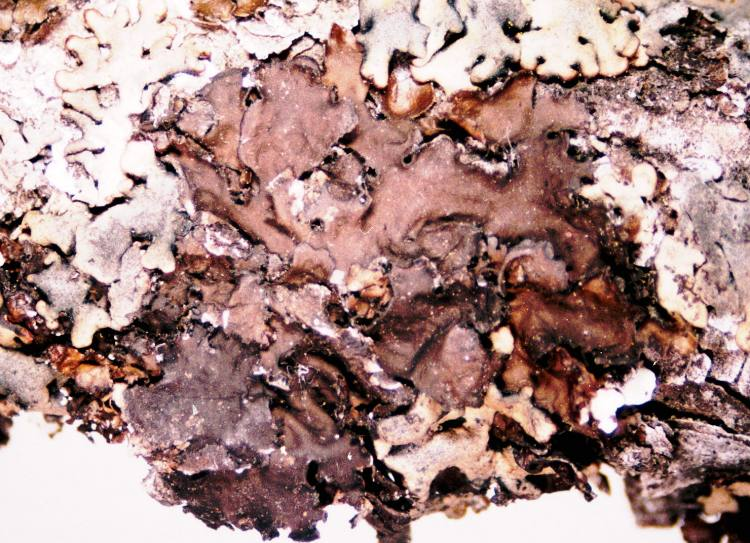
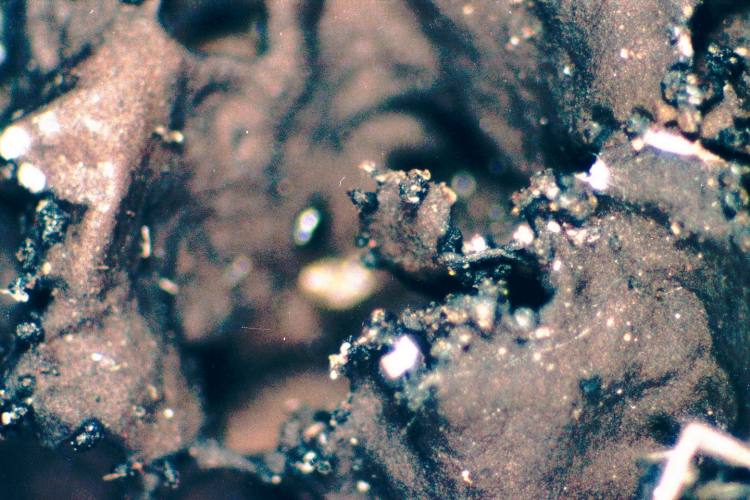
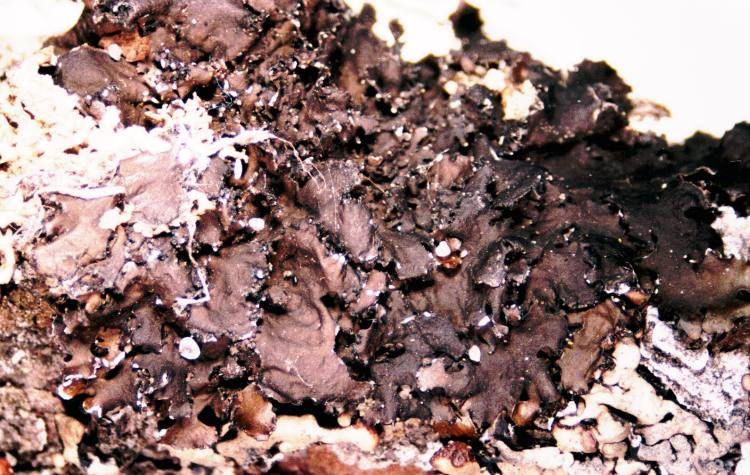

Tuckermannopsis americana ingår i släktet Tuckermannopsis och familjen Parmeliaceae. Inga underarter finns listade i Catalogue of Life.